# 이무영 (영화 감독)
이무영(李武榮, 본명: 송충섭, 본명 한자: 宋忠燮, 아호(雅號)는 박리다매(薄利多賣)·박산(博山), 1962년 6월 14일 ~ )은 대한민국의 영화감독 겸 시나리오 작가이다.

## 소속
- 前 서경대학교 연극영화학과 겸임교수(2009년 2월~2009년 8월)
- 現 동서대학교 영화과 부교수(2015년 9월 ~ )

## 생애

### 어린 시절
경기도 광주에서 출생하였으며 지난날 한때 충청남도 논산에서 잠시 유아기를 보낸 적이 있고 그 후 전라북도 익산에서 잠시 유년기를 보낸 적이 있는 그는 이후 서울에서 성장하였다.
```
미국 뉴 저지 주립대학교
 경영학과 휴학 중에 귀국하여 
송충섭
 본명으로 대한민국에서 
시인
 첫 등단(1983년 7월).
```

- 군 면제  [1984년 군 입대(1984년 6월).  / 1986년 대한민국 육군 병장 전역(1986년 8월).]
- 1987년 미국 뉴 저지 주립대학교 경영학과 3년 복학(1987년 3월).
- 1989년 미국 뉴 저지 주립대학교 경영학과 학사 학위(1989년 2월).
- 1989년 미국 유학을 마치고 대한민국에 귀국(1989년 3월).
- 1990년 PBC 평화방송 라디오 PD 입사(1990년 4월).
- 1991년 PBC 평화방송 라디오 PD 직위 사직(1991년 7월).
- 1992년 이무영 예명으로 연극연출가 데뷔(1992년 3월)하였고 이 때부터 이무영이라는 예명(필명)을 사용.
- 1992년 이무영 필명으로 음악평론가 등단(1992년 6월).
- 1993년 중앙대학교 대학원 연극영화학과 입학(1993년 2월).
- 1993년 영화평론가 등단(1993년 3월).
- 1993년 이무영 필명으로 시인 재등단(1993년 6월).
- 1993년 연극배우 데뷔(1993년 7월).
- 1993년 뮤지컬 배우 데뷔(1993년 10월).
- 1994년 수필가 등단(1994년 5월).
- 1994년 중앙대학교 대학원 연극영화학과 예술학 석사 조기 학위(1994년 8월).
- 1995년 영화평론가 등단(1995년 1월).
- 1996년 영화배우 데뷔(1996년 3월).
- 1996년 영화 시나리오 각본가 데뷔(19.   96년 4월).
- 2001년  영화 감독  데뷔.
- 2011년 소설가 등단(2011년 9월)...

### 이외 이력
- 前 진보신당 문화예술행정특보상무위원(2008년 7월~2008년 11월)

### 기타 경력
- 2011년 제7회 충청북도 제천국제음악영화제 경쟁부문 심사위원(2011년 7월)

## 작품

### 연극 연출
- 1992년 연극 《리어 왕》

### 음악평론
- 1992년 평론집 《외면을 받은 골수 기러기 아빠 프레디 레논 예비역 영국 해군 상사》
- 2015년 평론집 《명곡의 재발견》

### 시집
- 1992년 시집 《스물둘의 충섭이》

### 영화평론
- 1993년 평론집 《험프리 보가트 형님의 클라크 게이블 아우님 훔쳐보기》

### 수필
- 1994년 수필집 《밀물 같은 호감, 썰물 같은 정...》
- 2008년 수필집 《꿈꾀끼꼴깡》

### 연극평론
- 1995년 평론집 《대한민국 국립중앙극장의 기원이 된 극단 신협》

### 감독 영화
- 2001년 영화 《휴머니스트》
- 2002년 영화 《철없는 아내와 파란만장한 남편 그리고 태권소녀》

### 각본 영화
- 1997년 영화 《3인조》
- 2000년 영화 《공동경비구역 JSA》
- 2001년 영화 《휴머니스트》
- 2002년 영화 《복수는 나의 것》 (박찬욱과 공동 / '박리다매')
- 2002년 영화 《철없는 아내과 파란만장한 남편 그리고 태권소녀》 (박찬욱과 공동 / '박리다매')
- 2005년 영화 《소년, 천국에 가다》

### 소설
- 2011년 장편소설 《새남터》
- 2013년 장편소설 《각하는 로맨티스트》

## 출연작

### 연극
- 1993년 《햄릿》 ... 클로디어스 대왕 역(주연)

### 뮤지컬
- 1993년 《아가씨와 건달들》 ... 베니 사우드스트릿 역(남자 조연)

### 영화
- 1996년 《변질헤드》
- 2002년 《피도 눈물도 없이》

### TV 시리즈
- 1996년 KBS 《컬러 - 레드》

### TV 프로그램
- 2009년 EBS 《EBS 시네마 천국》 ... 비고정 패널
- 2012년 TV조선 《영화 보기 좋은 날》 ... MC
- 2013년 JTBC 《유자식 상팔자》 ... 게스트

### 라디오 프로그램
- KBS 2FM 《이무영의 팝스월드》
- EBS FM 《이무영의 팝스 잉글리시》
- 2012년 EBS FM 《짧은 이야기 세상》
- 2015년 EBS FM 《EBS 책 읽는 라디오 낭독 시리즈》

## 같이 보기
- 박찬욱
- 박진표
- 박진오
- 박영훈
- 박중훈
- 박신양
- 주일청
- 최종원
- 전기현
- 안인기
- 손민우
- 명로진
- 박상원
- 이진우
- 홍석천
- 이기상
- 박상희
- 김형규